# Lijst van afleveringen van Checkpoint (seizoen 20)
Dit is een lijst van afleveringen van seizoen 20 van Checkpoint. In onderstaande schema's staan de gestelde vraagstukken aangegeven, de getrokken conclusies en de notities van de test.

## Inleiding
Het twintigste seizoen van Checkpoint is opgenomen tijdens de coronacrisis in Nederland. Als gevolg hiervan is dit seizoen niet met het testteam opgenomen, maar voert presentatrice Rachel alle tests zelf uit. Wel passeren vijftien testteamleden uit de eerdere seizoenen de revue in een speciaal opgezette serie Checkpoint Champion, om uit te zoeken wie het beste testteamlid aller tijden is geweest. Deze rubriek was reeds opgenomen voordat het coronavirus Nederland bereikte en ook te zien op het YouTube-kanaal van Checkpoint. De presentatie van dit onderdeel is in handen van Michiel Beumer. Naast Checkpoint Champion zijn Vetste Test, Rachels Revanche en Rubriek nog meer aangepaste rubrieken in dit twintigste seizoen. Dit seizoen wordt bovendien weer uitgezonden op het oude tijdsslot (9:30 uur).

## Samenstelling testteam
De meeste tests worden uitsluitend door presentatrice Rachel Rosier uitgevoerd, slechts in de rubriek Checkpoint Champion is het testteam te zien. Dit is de samenstelling van het testteam zoals te zien is in dit onderdeel.
- Lieke Augustijn
- Tom Berserik
- Myrthe Busch
- Chaheed Chekhchar
- Carlijn Droppert
- Jaro Frijn
- Ghino Girbaran
- Remy Hogenboom
- Gianni Koorndijk
- Pien Maat
- Nigel Onwuachu
- Romy Ruitenbeek
- Pascal Tan
- Anne van der Vegt
- Dico Verschure

## Afleveringen

### Aflevering 1
Uitzenddatum: 29 augustus 2020
Vetste Test → Geheim Agent
De test werd voorafgegaan door een terugblik op de in seizoen 4 uitgezonden test Geheim Agent.
| Test         | Notities |
| ------------ | --- |
| Geheim Agent | In het kader van dingen stiekem doen, kwam presentatrice Rachel met een methode om stiekem naar een aflevering Checkpoint te kijken terwijl er eigenlijk huiswerk gemaakt moet worden. Hiervoor verwijderde Rachel het kleurfilter waardoor er slechts een wit beeld overbleef dat de ouders bij een controle zouden aantreffen. Met behulp van een zonnebril met gepolariseerde glazen kon de aflevering van Checkpoint echter alsnog bekeken worden. |

Checkpoint Champion → Test 1;
| Opdracht                      | Afvaller | Notities |
| ----------------------------- | -------- | --- |
| Checkpoint-dossier verbranden | Chaheed  | In de eerste ronde van Checkpoint Champion moesten alle vijftien aanwezige testteamleden een schrift verbranden met gevoelige documenten. Chaheed was hier als laatste mee klaar en was daarom de eerste afvaller. |

Rachels Revanche → Stuntcrew
Na een terugblik op de jongens/meidentest Stuntcrew probeerde Rachel twee van de deeltests zelf.
| Uitdaging                    | Notities |
| ---------------------------- | --- |
| Driften                      | Net als in de originele test stonden er ook nu weer vijf poppen op een ladder opgesteld en Rachel moest met de auto de ladders al driftend omver rijden met de achterkant. Het ging haar makkelijk af. |
| Door een tafel heen springen | Vervolgens probeerde Rachel ook door twee tafels heen te springen zonder deze te beschadigen. Het lukte haar.                                                                                          |

Rubriek → High Speed Camera
Er werd een variant gemaakt op de rubriek High Speed Camera, die in seizoen 7 te zien was.
| Gebeurtenis      | Notities |
| ---------------- | --- |
| Natrium in water | In deze test liet Rachel een blokje natrium in een vissenkom met water vallen. Het leverde een fikse ontploffing op. In de vertraging echter was te zien dat voordat de ontploffing plaatsvond, het blokje in het water eerst nog vlam vatte. |

### Aflevering 2
Uitzenddatum: 5 september 2020
Vetste Test → Droneparachute
Deze test werd ingeleid met een terugblik op de in seizoen 6 uitgezonden test Weerballon.
| Test       | Notities |
| ---------- | --- |
| Weerballon | In de jaren nadat deze test werd uitgezonden, zijn drones breed in gebruik gekomen om hoogtebeelden te maken. Om te voorkomen dat een drone neer zou storten, zou presentatrice Rachel deze, net als de weerballon, voorzien van een parachute. Het product deed zijn werk goed; nadat de drone uitgeschakeld werd, landde de drone veilig op de grond. |

Checkpoint Champion → Test 2
| Opdracht                        | Afvaller | Notities |
| ------------------------------- | -------- | --- |
| Kaars uitblazen met vortexkanon | Nigel    | De veertien overgebleven testteamleden kregen een vuilnisemmer en een vuilniszak om een vortexkanon mee in elkaar te zetten. Hiermee moest er vervolgens een kaars worden uitgeblazen. Degene die als laatste de kaars nog had branden, zou de tweede afvaller zijn. Dit was uiteindelijk Nigel. |

Rachels Revanche → Heftruckchauffeur;
In deze editie van Rachels Revanche stond de jongens/meidentest Heftruck centraal. De tweede deeltest eindigde onbeslist met punten voor geen van beide partijen. Rachel probeerde deze deeltest zelf.
| Uitdaging   | Notities |
| ----------- | --- |
| Auto rollen | Rachel probeerde met een heftruck een auto zo te rollen dat hij met minimaal drie wielen in een parkeervak zou belanden. In de originele test lukte dit geen van beide partijen. Rachel echter slaagde wel; zij kreeg de auto zelfs met alle vier zijn wielen in het vak. |

Rubriek → Wat als je het toch doet?
Er werd een variant gemaakt op de geregeld terugkerende rubriek Wat als je het toch doet?. Hierin stond de sfeerhaard op bio-ethanol centraal.
| Wat als...                                              | Notities |
| ------------------------------------------------------- | --- |
| ...je de haard nog bijvult als hij nog warm is?         | Voor deze deeltest was er een uitvergrote versie van een sfeerhaard op bio-ethanol opgebouwd. Deze stond fanatiek te branden. Toen Rachel hier vanop een afstand een hoeveelheid bio-ethanol overheen kieperde, ontstond er een fikse steekvlam. Notities |
| ...de sfeerhaard niet op een waterpas ondergrond staat? | Dit werd uitgetest door de sfeerhaard simpelweg om te gooien. Toen het brandende geheel op de grond kapotviel, spetterde de brandende bio-ethanol over de grond waardoor er brand ontstond.                                                               |

### Aflevering 3
Uitzenddatum: 12 september 2020
Vetste Test → Vliegen met brandblussers
Deze test werd ingeleid met een terugblik op de in seizoen 12 uitgezonden test Vliegmachine.
| Test         | Notities |
| ------------ | --- |
| Vliegmachine | Presentatrice Rachel probeerde te vliegen met maar twee brandblussers. Ze droeg deze als een jetpack op haar rug. Aangezien deze op zichzelf onvoldoende stuwkracht zouden geven om haar de lucht in te krijgen, werd er ook een tegengewicht aan Rachel gehangen. Ze kwam inderdaad los van de grond. |

Checkpoint Champion → Test 3
| Opdracht     | Afvaller | Notities |
| ------------ | -------- | --- |
| Twee puzzels | Jaro     | Voor elk van de dertien testteamleden die nog over waren, lagen twee houten puzzels klaar. Deze moesten in elkaar worden gezet en degene die daar nog als laatste mee bezig was, zou afvallen. Dit werd uiteindelijk Jaro. |

Rachels Revanche → Ontsnappen
Rachel revancheerde namens de meiden in de jongens/meidentest Ontsnappen, die door de jongens met 3-0 werd gewonnen. Twee deeltests probeerde ze sneller uit te voeren.
| Uitdaging                             | Notities |
| ------------------------------------- | --- |
| Ontsnappen uit een aantal slaapzakken | Rachel probeerde te ontsnappen uit drie over elkaar getrokken slaapzakken. In de originele test deed testteamlid Pascal hier namens de jongens 24 seconden over. Rachel wist zijn tijd echter met één seconde te kloppen. |
| Uit een brandend huis ontsnappen      | Ook in de deeltest met het uit huis ontsnappen probeerde Rachel zich te revancheren namens de meiden. Met nog 28 seconden op de klok slaagde ook deze revanche.                                                           |

Rubriek → Wat valt er sneller?
Er werd een variant gemaakt op de rubriek Wat valt er sneller?, die in seizoen 10 te zien was.
| Product 1         | Product 2         | Sneller           | Notities |
| ----------------- | ----------------- | ----------------- | --- |
| Brandende benzine | Vloeibare benzine | Vloeibare benzine | In deze extra editie van Wat valt sneller? kieperde Rachel twee hoeveelheden benzine vanaf een hoogte naar beneden. Eén lading brandde, de andere niet. De benzine die niet brandde, raakte de grond net iets eerder. |

### Aflevering 4
Uitzenddatum: 19 september 2020
Vetste Test → Stofexplosie
Deze editie van Vetste Test draaide om de in seizoen 5 uitgezonden test Stofexplosie. Na een terugblik op de originele test uit 2011 probeerde Rachel opnieuw met een stofexplosie een taart met kaarsen aan te steken.
| Test         | Notities |
| ------------ | --- |
| Stofexplosie | Om een taart met kaarsen aan te steken met een stofexplosie, gebruikte ze een extra uitvergrote spudgun. Bovendien waren de kaarsen met hun lont in benzine gedoopt in de hoop dat de stofexplosie de kaarsen nu wel zou aansteken. Ook deze keer tevergeefs. |

Checkpoint Champion → Test 4
| Opdracht                               | Afvaller | Notities |
| -------------------------------------- | -------- | --- |
| Verfkwasten tegen doeken aan slingeren | Gianni   | Er waren nog twaalf testteamleden over. Ze kregen allen een positie toegewezen waar drie schilderdoeken opgesteld waren. Hier moesten ze een kwast met verf tegenaan slingeren. Testteamlid Gianni was hier als laatste mee klaar en eindigde als vierde afvaller. |

Rachels Revanche → Speurhond afleiden
In tegenstelling tot de vorige edities van Rachels Revanche draaide deze niet om een jongens/meidentest. In seizoen 16 slaagden de testteamleden er niet in om de neus van een speurhond te misleiden. In deze revanchetest probeerde Rachel de speurhond af te leiden zodat ze in ieder geval kon ontsnappen.
| Methode                       | Notities |
| ----------------------------- | --- |
| Doek met geur van andere hond | Als eerste wapen probeerde Rachel een doek waar haar eigen hond zijn geur aan had gegeven. Hoewel de speurhond aanvankelijk afgeleid leek te worden, kon Rachel toch niet aan hem ontkomen.                            |
| Piepspeeltjes                 | De tweede methode zocht Rachel in piepspeeltjes. Hiermee wist ze de speurhond wel voldoende af te leiden om te ontsnappen.                                                                                             |
| Biefstuk                      | Tot slot maakte Rachel een biefstuk klaar op de barbecue om daar de speurhond mee af te leiden. De aandacht van de speurhond verplaatste zich volledig naar dit gegrilde vlees en Rachel wist makkelijk te ontsnappen. |

Rubriek → The Battle
Er werd een variant gemaakt op de geregeld terugkerende rubriek The Battle. Hierin stonden de lp en de cd centraal.
| Product 1 | Product 2 | Sterker    | Notities |
| --------- | --------- | ---------- | --- |
| Lp        | Cd        | Even sterk | In deze extra editie van The Battle werden zowel een lp als een cd met een hoog toerental rondgedraaid totdat ze uit elkaar zouden knappen. Beide geluidsdragers versplinterden bij hetzelfde toerental. |

### Aflevering 5
Uitzenddatum: 26 september 2020
Army Special → Tank Bouwen
| Onderwerp   | Notities |
| ----------- | --- |
| Tank bouwen | Presentatrice Rachel bouwde een rupsdumper om tot een kleine tank met een paintbalgeweer om mee te schieten. Ze ging een duel aan tegen testteamlid Tim die in een echte minitank reed. Op dit parcours stonden ook diverse targets opgesteld die moesten worden beschoten met het paintbalgeweer. Uiteindelijk legde Rachel het parcours in haar zelfgebouwde tank af in 4'31" minuten. Tim ging aanmerkelijk sneller; 3'05" minuten. |

Jongens vs Meiden → Marechaussee
Deze speciale jongens/meidentest werd uitgevoerd door Tim voor de jongens en Romy voor de meiden.
| Uitdaging                              | Winnaar | Notities |
| -------------------------------------- | ------- | --- |
| Verboden goederen uit auto verwijderen | Meiden  | Bij de landsgrens stond een auto waar verboden goederen in verstopt lagen. Tim en Romy kregen 10 minuten de tijd om deze auto te doorzoeken en er zo veel mogelijk te vinden. Romy had de meeste voorwerpen gevonden en beslechtte daarmee de eerste deeltest in het voordeel van de meiden. |
| Erewacht zijn                          | Meiden  | In de tweede deeltest werden Tim en Romy erewacht. Ze moesten vijf minuten lang stoïcijns voor zich uit staren terwijl Rachel hen probeerde van hun à propos te krijgen. Rachel kreeg Romy drie keer aan het lachen, maar Tim veel vaker. Hiermee werd ook de winst van de tweede deeltest in het voordeel van de meiden bepaald. |
| Patrouilles rijden op vliegveld        | Jongens | Tim, die de jongens vertegenwoordigde, kreeg echter nog een kans om nog één punt voor de jongens binnen te slepen. Deze laatste deeltest werkte volgens het principe van 'zoek de verschillen'. Bij de tweede ronde die ze reden waren verschillende dingen veranderd op de luchthaven en Tim en Romy moesten herkennen wat. Beiden wisten ze zeven verschillen te spotten. Romy gaf echter ook drie dingen door die helemaal niet veranderd waren en kreeg daarvoor drie strafpunten waardoor haar eindscore 4 werd. Tim maakte dergelijke fouten niet en kreeg daarom ook geen strafpunten waardoor zijn eindscore 7 bleef. Zodoende wist Tim één punt binnen te slepen, maar Romy had met 2-1 alsnog de totaalwinst binnen. |
| Uiteindelijke winnaar.                 | Meiden  | Eindstand: 2-1. Getrokken conclusie: de meiden zijn de beste marechaussees. |

Rubriek → Hufterproof
Er werd een variant gemaakt op de rubriek Hufterproof, die in seizoen 12 te zien was.
| Geteste producten                              | Notities |
| ---------------------------------------------- | --- |
| Radiografisch bestuurbare auto met extra frame | Rachel had een radiografisch bestuurbare auto voorzien van een extra stalen frame. Dit frame moest de auto beschermen tegen het gewicht van de voor deze rubriek traditionele tank. Het frame deed zijn werk goed; de auto overleefde de impact. |

### Aflevering 6
Uitzenddatum: 3 oktober 2020
Vetste Test → Supersnel skaten
In deze editie van Vetste Test stond de in seizoen 16 uitgezonden test Supersnel skaten centraal.
| Test             | Notities |
| ---------------- | --- |
| Supersnel skaten | Presentatrice Rachel bouwde een constructie bestaande uit een zetel op de wieltjes van skeelers en een skateboard. Deze werd voortgetrokken door een gemotoriseerde skelter. Op die manier probeerde Rachel een ervaring te bereiken die niet onderdeed voor die van testteamleden Remy en Jaro in de originele test. Ze bleek enorme moeite te hebben om de constructie te sturen, maar noemde het wel heel leuk. |

Checkpoint Champion → Test 5
| Opdracht               | Afvaller | Notities |
| ---------------------- | -------- | --- |
| Test over duizeligheid | Pien     | De elf testteamleden die nog over waren in de afvalrace van Checkpoint Champion, kregen een opdracht over duizeligheid. Hier stond een moer centraal die al lopende losgedraaid moest worden. In de duizelige toestand die dit zou oproepen moesten de testteamleden vervolgens een champagnetoren opbouwen. Testteamlid Pien bleek na een fotofinish een fractie later te zijn geweest dan conculega Dico en viel daarmee af. |

Rachels Revanche → Beter met ballen
Na een terugblik op de jongens/meidentest Beter met ballen probeerde Rachel twee van de deeltests zelf.
| Uitdaging              | Notities |
| ---------------------- | --- |
| Bowlingballen stapelen | Net als in de originele deeltest kreeg Rachel drie minuten de tijd om bowlingballen op elkaar te stapelen. Om de revanche te doen slagen, moest ze vijf exemplaren op elkaar stapelen. Ze kwam echter niet hoger dan de vier zoals in de originele test.                                                    |
| Bowlen met een auto    | Vervolgens probeerde Rachel de deeltest omtrent het bowlen met de auto beter uit te voeren dan de jongens. In het origineel wisten zij deze te winnen met negen kegels in drie pogingen. Ze wist echter niet verder te komen dan zes en moest erkennen dat de jongens daadwerkelijk beter waren met ballen. |

Rubriek → Blussen zonder water
Er werd een variant gemaakt op de rubriek Blussen zonder water, die in seizoen 14 te zien was.
| Blusmiddel | Notities |
| ---------- | --- |
| Blazen     | Rachel probeerde een brand simpelweg uit te blazen zoals bij een kaars. Toen dit met gewoon blazen niet lukte, nam ze een spudgun te hand om het daarmee nogmaals te proberen. Het bleek echter totaal geen effect te hebben. |

### Aflevering 7
Uitzenddatum: 10 oktober 2020
Vetste Test → Pyrotechnicus
De test werd voorafgegaan door een terugblik op de in seizoen 12 uitgezonden jongens/meidentest Pyrotechnicus.
| Test          | Notities |
| ------------- | --- |
| Pyrotechnicus | Presentatrice Rachel maakte een geïmproviseerde vuurwerkshow zonder vuurwerk. Daarvoor vulde ze een aantal heliumballonnen met kleurpoeder. Ook had ze een serie brandblussers die meer kleurpoeder de lucht instuurden, als fonteinen fungerend. |

Checkpoint Champion → Test 6
| Opdracht                                     | Afvaller | Notities |
| -------------------------------------------- | -------- | --- |
| Ballen met antwoorden op quizvragen opvangen | Pascal   | Deze editie van Checkpoint Champion draaide om het laten vallen van objecten. In het kader daarvan zouden er ballen met antwoorden op quizvragen gedropt worden. Presentator Michiel stelde een vraag die te maken had met Checkpoint. De testteamleden moesten vervolgens uit de ballen met antwoorden die vielen het juiste antwoord pakken. Na vijf vragen was Pascal de afvaller. |

Rachels Revanche → Autosport
Na een terugblik op de jongens/meidentest Autosport probeerde Rachel twee van de deeltests zelf.
| Uitdaging | Notities |
| --------- | --- |
| Curling   | Als eerste probeerde Rachel de eerste deeltest met de curling opnieuw. Bij gebrek aan een teamgenoot die haar auto een zet gegeven zou hebben, deed ze de test in haar eentje. Ze gaf gas en liet op een bepaalde afstand voor het huis de auto uitrollen. Na een aantal pogingen wist ze de auto midden op het huis te parkeren. |
| Voetbal   | Ook het penalty's schieten probeerde ze opnieuw. Van de drie penalty's moest ze er twee raak schieten om succesvol te revancheren. Ze scoorde er echter geen enkele. |

Rubriek → Handleiding
Er werd een variant gedaan op de rubriek Handleidingen, die in seizoen 7 en seizoen 8 te zien was.
| Veiligheidsmaatregelen                                                        | Notities |
| ----------------------------------------------------------------------------- | --- |
| Nooit kinder- of babyzitjes achterwaarts op de voorstoel van de auto plaatsen | Het gevaar zou zijn dat het kind gewond zou raken door een uitklappende airbag. Om dit gevaar te testen, plaatste Rachel een kinderzitje met een knuffel (als baby fungerend) op achterwaarts op de bijrijdersstoel. De enorme kracht van de airbag forceerde de nek van deze geïmiteerde baby dusdanig dat Rachel moest concluderen dat het niet gezond kon zijn. |

### Aflevering 8
Uitzenddatum: 17 oktober 2020
Vetste Test → Budget Actiefilm
Deze editie van Vetste Test werd voorgegaan door een terugblik op de in seizoen 15 uitgezonden test Low budget actiefilm.
| Test                 | Notities |
| -------------------- | --- |
| Low budget actiefilm | Presentatrice Rachel merkte op dat het gefilmde beeld uit de originele film niet steady was. Daarvoor bouwde ze een steadicam met een gimbal. Hiermee filmde ze de actie van een freerunner (testteamlid Luuk). Het systeem werkte goed. |

Checkpoint Champion → Test 7 ;
| Opdracht            | Afvaller | Notities |
| ------------------- | -------- | --- |
| Een fiets volpakken | Myrthe   | Met behulp van een houten balk, spanbanden en tape moest een serie dozen en tassen op een fiets worden geladen. Vervolgens moest dit al fietsend enkele meters vervoerd worden richting eindstreep. Uiteindelijk was het Myrthe die de klus niet wist te klaren. Ze werd de zevende afvaller in Checkpoint Champion. |

Rachels Revanche → Luchtballon
In tegenstelling tot meestal draaide deze editie van Rachels Revanche niet om een jongens/meidentest. In seizoen 17 slaagden de testteamleden er in de test Kunnen kleren je leven redden? niet in om met een zelfgebouwde luchtballon van de grond te komen. De test werd over gedaan met behulp van reddingsdekens.
| Onderwerp          | Notities |
| ------------------ | --- |
| Luchtballon bouwen | Met het materiaal van reddingsdekens werd een enorme luchtzak gemaakt uit het materiaal dat wordt gebruikt voor reddingsdekens. De lucht werd verwarmd. Vervolgens ging Rachel hieronder hangen en probeerde ze omhoog te komen. Ze kwam echter niet van de grond doordat er een gat in het materiaal zat. |

Rubriek → Alternatief remmen
Er werd een variant gedaan op de rubriek Alternatief remmen, die in seizoen 10 en seizoen 15 (als De noodstop) te zien was.
| Remmethode | Notities |
| ---------- | --- |
| Anker      | In de kofferruimte van een testauto lag een anker. Met behulp van een mechanisme kon Rachel deze op de straat laten vallen in een poging tot stilstand te komen. De auto stond niet op tijd stil. |

### Aflevering 9
Uitzenddatum: 24 oktober 2020
Vetste Test → Stunten Met Auto's
Deze editie van Vetste Test werd voorgegaan door een terugblik op de in seizoen 13 uitgezonden jongens/meidentest Autostunts.
| Test       | Notities |
| ---------- | --- |
| Autostunts | Presentatrice Rachel merkte op dat er geen stunt is gedaan waarbij de auto over de kop sloeg. Hiervoor liet ze een auto met één helft over een schans rijden om daadwerkelijk over de kop te slaan. |

Checkpoint Champion → Test 8
| Opdracht                          | Afvaller | Notities |
| --------------------------------- | -------- | --- |
| Boogschieten met brandende pijlen | Lieke    | In deze editie van Checkpoint Champion stond schieten en vuur centraal. In verschillende rondes schoten de testteamleden met brandende pijlen op een ballon. Uiteindelijk was Lieke de enige die haar ballon niet kapot kreeg geschoten en zij viel af. |

Rachels Revanche → Superkracht
Deze editie van Rachels Revanche draaide om de jongens/meidentest Superkrachten, die door de jongens met 3-0 werd gewonnen.
| Superkracht    | Notities |
| -------------- | --- |
| Laser schieten | Om te beginnen probeerde Rachel de eerste deeltest met de laser over te doen. Om succesvol te revancheren moest ze 18 ballonnen stukschieten binnen de in seizoen 10 door de jongens gezette tijd van 1'40" minuten. Het lukte haar: ze deed er 1'21" minuut over. |
| Vliegen        | Ook de deeltest met het flyboard probeerde ze opnieuw. Ze moest langer dan 41 seconden boven het water uitstijgen om succesvol te revancheren. Ook deze revanche was geslaagd: ze hield het 53 seconden vol.                                                       |

Rubriek → Spreekwoorden
Er werd een variant gedaan op de rubriek Spreekwoorden, die in seizoen 6 te zien was.
| Uitdrukking                                       | Waar? | Notities |
| ------------------------------------------------- | ----- | --- |
| Men kan geen omelet maken zonder eieren te breken | Nee   | Rachel probeerde een ei te maken zonder de schaal te breken. Ze probeerde in het kader daarvan het ei te klutsen binnen de schaal. Dit lukte haar door het ei hard rond te draaien in een panty. Vervolgens probeerde ze dit ei in de schaal te bakken. Ook dit lukte. Daarmee concludeerde Rachel dat het spreekwoord 'de prullenbak in kon'. |

### Aflevering 10
Uitzenddatum: 31 oktober 2020
Vuurartiest
In dit item blikte Rachel terug op twee tests die te maken hadden met vuur en vuurshows. Dit waren het vuurspuwen en het kampvuur pimpen beiden afkomstig uit het twaalfde seizoen van Checkpoint.
| Test             | Notities |
| ---------------- | --- |
| Vuurvreter       | Onder begeleiding van de professionele vuurartieste Satyra probeerde presentatrice Rachel een zo groot mogelijke vlam te spuwen. Deze kwam uiteindelijk ruim anderhalve meter ver. |
| Pimp Je Kampvuur | Er werden een aantal special effects van enkele pyrotechnische producten gedemonstreerd op een kampvuur. Deze ontbrandden echter in één keer en er kon dus niet lang van worden genoten. Daarom werd er een constructie gebouwd waardoor men langer zou kunnen genieten van de vuureffecten. Deze bestond uit een keukentrap en een buis die was gevuld met de ontvlambare poeders. Met een boormachine werd de trap aan het schudden gebracht waardoor de inhoud van de buis beetje bij beetje over het vuur gestrooid zou worden. Er kon nu aanmerkelijk langer genoten worden van de special effects. |

Checkpoint vs Professionals → Brandweer
Er werd één deeltest getoond uit de test Checkpoint vs Professionals tegen de brandweer, die oorspronkelijk was opgenomen voor het YouTube-kanaal van Checkpoint.
| Uitdaging                      | Winnaar       | Notities |
| ------------------------------ | ------------- | --- |
| Uitrukken en een brand blussen | Professionals | De testteamleden en de professionele brandweerlieden moesten, wanneer het alarm zou afgaan, uitrukken en een brand blussen. De testteamleden deden hier 3'45" minuten over. De professionele brandweerlieden hadden niet meer dan 3'16" minuten nodig. |
| Uiteindelijke winnaar.         | Professionals | Getrokken conclusie: de enige goede brandweermannen zijn de brandweermannen |

Vetste Test → Benzine Raket
De test werd voorafgegaan door een compilatie van verschillende raketten die door de jaren heen waren uitgezonden.
| Test                         | Notities |
| ---------------------------- | --- |
| Groter is Beter → Waterraket | De kolossale waterraket die in seizoen 12 werd gelanceerd, werd voor deze test opnieuw opgebouwd, in een nog meer uitvergrote versie. Anders dan in de oorspronkelijke test echter werd deze raket niet gevuld met water, maar met benzine. Een open vuur, dat onder de raket aangebracht was, moest voor een vlameffect zorgen wanneer de raket gelanceerd zou worden. Het liep echter niet zoals gepland, toen de raket op het moment van lancering explodeerde en volledig uitbrandde. |

### Aflevering 11
Uitzenddatum: 7 november 2020
Vetste Test → Surfen zonder golven
De test werd voorafgegaan door een terugblik op de in seizoen 13 uitgezonden test Surfen zonder golven.
| Test                 | Notities |
| -------------------- | --- |
| Surfen zonder golven | Voor een nieuwe poging om te surfen zonder planken stond een constructie opgebouwd. Deze bestond uit een schans waar een grasmat op gelegd was. Deze grasmat kon omhoog getrokken worden waardoor een gevoel van surfen op een golf opgewekt kon worden. Presentatrice Rachel smeerde haar surfplank in met groene zeep en probeerde te surfen. Het werkte niet. |

Checkpoint Champion → Test 9
| Opdracht                    | Afvaller | Notities |
| --------------------------- | -------- | --- |
| Op een evenwichtsbalk staan | Tom      | De testteamleden die nog over waren, moesten met één voet op een wankele evenwichtsbalk staan. Degene die als eerste zou vallen, zou afvallen. Dit was Tom, die daarmee de negende afvaller was. |

Rachels Revanche → Grote Machines
Na een terugblik op de jongens/meidentest Machines probeerde Rachel twee van de deeltests zelf.
| Uitdaging                                     | Notities |
| --------------------------------------------- | --- |
| Ballonnen lekprikken met een graafmachine     | Rachel probeerde de eerste deeltest met het ballonnen lekprikken opnieuw. Ze bleek volkomen kansloos. |
| Met een shovel drie auto's op elkaar stapelen | Daarna probeerde ze het auto's stapelen. In de originele test wist testteamlid Dico drie auto's op elkaar te stapelen in een tijd van 11'40" minuten. Rachel trachtte hieronder te komen. Ook dit kreeg ze echter niet voor elkaar. Ze moest erkennen dat grote machines echt mannenwerk waren. |

Rubriek → Is Groter Beter? ;
Er werd een variant gemaakt op de geregeld terugkerende rubriek Is Groter Beter?. Hierin stond de in seizoen 18 gebouwde plasmagun centraal.
| Product   | Notities |
| --------- | --- |
| Plasmagun | Rachel bouwde een enorm uitvergrote plasmagun. Hiermee probeerde ze een target te schieten die aan het andere uiteinde van de Checkpoint-loods stond opgesteld. Een grote fles van een waterkoeler als projectiel wist niet in de buurt van de target te komen. Hierop werden twee van deze flessen als loop gebruikt om een kleiner projectiel weg te schieten. Dit slaagde wel. |

### Aflevering 12
Uitzenddatum: 14 november 2020
Vetste Test → Vliegtuig landen
De test werd voorafgegaan door een terugblik op de in seizoen 14 uitgezonden test Zelf een vliegtuig landen.
| Test                      | Notities |
| ------------------------- | --- |
| Zelf een vliegtuig landen | In dit vervolg ging Rachel proberen om met uitsluitend 10 minuten oefening op een simulator een modelvliegtuig omhoog te krijgen en ook weer zelf aan de grond te zetten. De eerste poging ging finaal de mist in toen ze bij het opstijgen het vliegtuig al tegen een camerastatief vloog, waardoor de propeller vernield werd. Toen deze propeller provisorisch vervangen was, probeerde Rachel het opnieuw en deze keer lukte het wel. |

Checkpoint Champion → Test 10
| Opdracht        | Afvaller | Notities |
| --------------- | -------- | --- |
| Raceauto bouwen | Romy     | Er waren nog zes testteamleden over. Voor elk van hen was een bouwpakket voorzien waarmee een raceauto gebouwd moest worden. De regel was dat alle onderdelen gebruikt moest worden en dat de auto van een kleine helling af moest kunnen rijden. Testteamlid Romy was de afvaller. |

Rachels Revanche → Schieten
Na een terugblik op de jongens/meidentest Schieten probeerde Rachel twee van de deeltests zelf.
| Uitdaging                                            | Notities |
| ---------------------------------------------------- | --- |
| Ballon kapot schieten                                | Om deze door de meiden verloren deeltest succesvol te revancheren, moest ze in vijf pogingen proberen een hangende waterballon kapot te schieten. Bij de vijfde poging lukte het.                                                                                                   |
| Potjes benzine richting een Checkpoint logo schieten | Ook de finale deeltest met het benzine schieten probeerde Rachel opnieuw. Ondanks hinder door de wind had ze aanzienlijk minder pogingen nodig dan Ghino die in seizoen 10 de test won. Hiermee had Rachel een goede revanche genomen op het 0-3 verlies van de meiden dat seizoen. |

Rubriek → Klapper van de Week
Er werd een variant gemaakt op de geregeld terugkerende rubriek Klapper van de Week. Hierin stond een uitvergrote versie van de in seizoen 7 gemaakte droogijsbom centraal.
| Situatie.                                      | Geluidssterkte knal. | Notities |
| ---------------------------------------------- | -------------------- | --- |
| Uitvergrote versie van het droogijs in de fles | 84,4 dB              | Rachel bouwde een uitvergrote versie van de droogijsbom, bestaande uit een olieton. Deze vulde ze met water en stikstof en sloot ze af, waardoor deze zou ontploffen. Dit geheel zat in een container met ballen die over de set zouden stuiteren als de bom af zou gaan. De knal was spectaculair, maar het geluidsniveau lag met nog geen 85 dB onder de verwachtingen van Rachel. |

### Aflevering 13
Uitzenddatum: 21 november 2020
Vetste Test → Rust bewaren
Deze test werd voorafgegaan door een terugblik op de in seizoen 13 uitgezonden jongens/meidentest over rust bewaren.
| Test         | Notities |
| ------------ | --- |
| Rust bewaren | Terwijl de terugblik werd getoond aan de kijkers, werd presentatrice Rachel met hoge snelheid in een auto rondgereden. Na afloop liet ze zichzelf opnieuw rondrijden, maar nu zou ze verschillende ontspanningstechnieken toepassen om rustig te blijven. Om uit te vinden of dit wel of niet zou werken, werd uitgegaan van de hartslag. Bij de eerste ronde zonder deze technieken piekte haar hartslag op 107 slagen per minuut. Met technieken daalde dit echter tot 103 slagen per minuut. |

Checkpoint Champion → Test 11
| Opdracht                         | Afvaller | Notities |
| -------------------------------- | -------- | --- |
| Brand blussen met waterballonnen | Carlijn  | De resterende vijf testteamleden kregen een voorraad waterballonnen. Deze moesten tegen een met schroeven doorboorde target worden gesmeten waardoor het water in een emmer zou lopen die eronder stond. Bij voldoende water zou de emmer omkiepen en een vuurkorf doven. Het was uiteindelijk testteamlid Carlijn die als enige nog bezig was. Zij was de afvaller. |

Rachels Revanche → Parachutespringen
Na een terugblik op de jongens/meidentest Parachutespringen probeerde Rachel een betere prestatie neer te zetten dan de testteamleden.
| Uitdaging         | Notities |
| ----------------- | --- |
| Parachutespringen | Anders dan de testteamleden die speciaal voor deze test een cursus parachutespringen hadden gevolgd om zelf te springen, ging Rachel mee op een tandemsprong, waarbij ze echter wel zelf kon sturen. Wat testteamleden Sem en Carlijn in de originele test niet lukte, namelijk op de juiste plaats neerkomen, probeerde zij wel voor elkaar te krijgen. Maar wat de testteamleden niet lukte, lukte de presentatrice ook niet. De professionele parachutist moest de besturing overnemen om te voorkomen dat ze op de verkeerde plaats zouden neerkomen. |

Vetste Test → Auto in een Ravijn
In deze test stond de rubriek Auto in een Ravijn van seizoen 12 centraal.
| Object                 | Hoogte dak    | Notities |
| ---------------------- | ------------- | --- |
| Luchtzakken op het dak | 19 centimeter | Anders dan in de originele tests werden er geen objecten in het ravijn gelegd. In plaats daarvan kwamen er op het dak twee grote zakken die razendsnel opgeblazen konden worden met behulp van brandblussers. Het idee was dat deze de klap voldoende zouden dempen om een onfortuinlijke val in het ravijn te kunnen overleven. De praktijk bleek echter anders toen het dak, dat aanvankelijk zo'n 50 centimeter hoog was, na afloop nog maar 19 centimeter hoog mat. |

### Aflevering 14
Uitzenddatum: 28 november 2020
Vetste Test → Stuntvliegen
Deze editie van Vetste Test begon met een terugblik op de in seizoen 10 uitgezonden jongens/meidentest over stuntvliegen.
| Test         | Notities |
| ------------ | --- |
| Stuntvliegen | Presentatrice Rachel werd door een professioneel aerobatics-piloot meegenomen de lucht in. Samen voerden ze verschillende stunts uit. |

Checkpoint Champion → Test 12
| Opdracht                      | Afvaller | Notities |
| ----------------------------- | -------- | --- |
| Ballonnen prikken met RC auto | Dico     | Vier testteamleden hadden het geschopt tot deze kwartfinale van Checkpoint Champion: Ghino, Dico, Remy en Anne. Ze kregen elk een RC auto waarop een mes en een blokje natrium was geplaatst. Met het mes moesten drie ballonnen op een parcours worden doorgeprikt. De laatste ballon was een waterballon die het blokje natrium zou laten afgaan. Remy en Ghino hadden kort na elkaar hun hierdoor veroorzaakte explosie te pakken, waardoor Anne en Dico als laatsten overbleven. Uiteindelijk was het Anne die de derde en laatste explosie wist te verkrijgen waardoor Dico als afvaller in deze kwartfinale net buiten het podium eindigde. |

Rachels Revanche → Botsen & Beuken
Na een terugblik op de jongens/meidentest Botsen en Beuken probeerde Rachel een betere prestatie neer te zetten dan de meiden, die de originele test met 0-3 verloren.
| Uitdaging                                         | Notities |
| ------------------------------------------------- | --- |
| Met een auto een bezette parkeerplaats vrijbeuken | Rachel wist de eerste deeltest met overtuiging te revancheren. Ze deed er 46 seconden over, waar de jongens er in de originele test 1'30" minuut over deden.                                                                         |
| Torens omver rijden                               | Hierna probeerde ze de laatste deeltest met het torens omver rijden opnieuw te doen. Deze wist ze echter niet te revancheren; ze deed er 2'28" minuten over, waar de jongens er in de originele test 1'12" minuut voor nodig hadden. |

Vetste Test → Kan het sneller?
In deze test stond de rubriek Kan het sneller? van seizoen 14 centraal.
| Activiteit  | Notities |
| ----------- | --- |
| Auto wassen | Nadat Rachel 20 minuten had gedaan om een auto handmatig te wassen, probeerde ze het sneller te doen. Hiervoor gebruikte ze een shovel, waarbij het uitrustingsstuk met water was gevuld en er onderaan sponzen en borstels waren aangebracht. Hoewel het dak en de voorruit van de auto het moesten ontgelden, werd de auto wel schoon en Rachel beschouwde het als een succes. |

### Aflevering 15
Uitzenddatum: 5 december 2020
Vetste Test → Ruimtevaarder
Deze editie van Vetste Test begon met een terugblik op de in seizoen 8 uitgezonden jongens/meidentest Ruimtevaarder.
| Test          | Notities |
| ------------- | --- |
| Ruimtevaarder | Centraal in deze editie van Vetste Test stond het gewichtsloos zijn. In de originele ruimtevaarderstest werd dit gedaan door een paraboolvlucht te maken. Presentatrice Rachel testte echter een andere methode uit, namelijk door te duiken. Met behulp van lood en lucht kon haar pak zo op gewicht gebracht worden dat ze door het water zou blijven zweven. Dit lukte wel, maar Rachel merkte wel op dat ze het erg koud kreeg door de relatief lage temperatuur van het water (15 °C). |

Checkpoint Champion → Test 13
| Opdracht     | Afvaller | Notities |
| ------------ | -------- | --- |
| Deur inslaan | Anne     | Testteamleden Ghino, Remy en Anne waren de laatste drie die nog over waren in deze halve finale van Checkpoint Champion. Ze kregen alle drie een afgesloten deur die ze moesten inslaan, zodanig dat ze er doorheen konden. Remy ging er als eerste doorheen en Anne leek het als tweede te redden, totdat Ghino een fikse trap tegen de deur gaf. Hierdoor wist hij op de valreep nog Anne te kloppen en zich ten nadele van haar voor de finale te kwalificeren. |

Rachels Revanche → Filmstunts
Na een terugblik op de jongens/meidentest Filmstunts probeerde Rachel een betere prestatie neer te zetten dan de meiden, die de originele test met 1-1 gelijkspeelden.
| Uitdaging                                   | Notities |
| ------------------------------------------- | --- |
| In het raam van een vallende gevel uitkomen | Waar in de originele test geen van de testteamleden erin slaagde de stunt goed uit te voeren, slaagde ook Rachel niet. |
| Abseilen                                    | De finale met het abseilen wist Rachel wel succesvol te revancheren. Ze daalde een kerktoren af in een tijd van 3'25" minuten, wat bijna een minuut sneller was dan de jongens in de originele test. Hiermee was de revanche geslaagd. |

Rubriek → Gereedschap
In deze test stond de rubriek Gereedschap van seizoen 10 centraal.
| Onderwerp                           | Notities |
| ----------------------------------- | --- |
| Bladblazer voor airhockey gebruiken | Rachel gebruikte een bladblazer voor de creatie van een uitvergrote airhockeypuck. Deze werkte met een luchtkussen waardoor hij zonder contact met de grond kon voortbewogen (hovercraft). Met deze puck speelde ze een geslaagd partijtje airhockey tegen testteamlid Luuk. |

### Aflevering 16
Uitzenddatum: 12 december 2020
Vetste Test → Helicopterpiloot
De laatste editie van Vetste Test draaide om de in seizoen 10 uitgezonden jongens/meidentest Helikopterpiloot.
| Test             | Notities |
| ---------------- | --- |
| Helicopterpiloot | Omdat het vliegen in een helikopter vrij prijzig was, probeerde presentatrice Rachel als alternatief een helikoptersimulator te bouwen. Dit lukte. |

Checkpoint Champion → Finale
| Opdracht                 | Winnaar | Verliezend finalist | Notities |
| ------------------------ | ------- | ------------------- | --- |
| Paintbalgevecht met auto | Ghino   | Remy                | De finale van Checkpoint Champion bestond eruit dat de twee overgebleven testteamleden, Ghino en Remy, ieder een auto ter beschikking kregen. Hierop was een paintbalgeweer gemonteerd en de bedoeling was om de tegenstander binnen 10 minuten zo vaak mogelijk te raken. Ghino wist de finale naar zich toe te trekken; hij had 51 treffers tegen 36 voor Remy. |

Rachels Revanche → Flyboard maken
De laatste editie van Rachels Revanche draaide om de eerste deeltest van de in seizoen 12 uitgezonden grote test Vliegmachine, waarin werd getracht te kunnen vliegen.
| Methode  | Notities |
| -------- | --- |
| Flyboard | In de originele test werd getracht een flyboard te maken om zelf te kunnen vliegen. Dit echter zonder resultaat. Daarom probeerde Rachel met betere materialen opnieuw een flyboard te maken. Deze keer wist ze er wel mee te vliegen. |

Rubriek → Net als in de film
In de laatste editie van Rubriek werd er een variant gemaakt op de geregeld terugkerende rubriek Net als in de film. Hierin draaide het om de filmscène waarin een parachute wordt aangetrokken tijdens een vrije val.
| Vraag                                                                  | Antwoord                      | Notities |
| ---------------------------------------------------------------------- | ----------------------------- | --- |
| Is het mogelijk om tijdens een vrije val een parachute aan te trekken? | Als je een goede vlieger bent | De test werd uitgevoerd bij een indoor skydivecentrum. Na een basisles skydiven ging de instructeur op de bodem van de windtunnel staan, waarbij hij de parachute stevig vasthield. Rachel moest binnen 1 minuut de parachute van hem af zien te pakken en aan te trekken. Dit lukte haar niet. Een professional kreeg het echter wel voor elkaar (tijd: 58 seconden). Geconcludeerd werd dan ook dat het alleen mogelijk is als je een goede vlieger bent. |

### Aflevering 17
Uitzenddatum: 19 december 2020
Zoals gebruikelijk worden in de laatste aflevering van het seizoen de tien beste momenten uit de voorgaande afleveringen getoond.
| #  | Moment                                      | Item                                 |
| -- | ------------------------------------------- | ------------------------------------ |
| 1  | Stunten met een vliegtuig                   | Vetste Test → Stuntvliegen           |
| 2  | Brandende benzine of niet brandende benzine | Rubriek → Wat valt er sneller?       |
| 3  | Plasmagun                                   | Rubriek → Is Groter Beter?           |
| 4  | Modelvliegtuig landen                       | Vetste Test → Vliegtuig landen       |
| 5  | Explosie van droogijsbom                    | Rubriek → Klapper van de Week        |
| 6  | Natrium in water                            | Rubriek → High Speed Camera          |
| 7  | Auto in parkeervak flippen met vorkheftruck | Rachels Revanche → Heftruckchauffeur |
| 8  | Luchtballon van reddingsdekens              | Rachels Revanche → Luchtballon       |
| 9  | Parachutespringen                           | Rachels Revanche → Parachutespringen |
| 10 | Vallende drone redden met parachute         | Vetste Test → Droneparachute         |

Naast de tien beste tests werden er ook fragmenten getoond uit de speciale jongens/meidentest Marechaussee en het vuurspuwen met de vuurartiest.

## Kijkcijfers zaterdagafleveringen
| Datum             | Aantal kijkers | Marktaandeel |
| ----------------- | -------------- | ------------ |
| 29 augustus 2020  | 76.000         | 5,1%         |
| 5 september 2020  | 73.000         | 12,2%        |
| 12 september 2020 | 58.000         | 4,4%         |
| 19 september 2020 | 57.000         | 3,9%         |
| 26 september 2020 | 79.000         | 6,0%         |
| 3 oktober 2020    | 82.000         | 5,1%         |
| 10 oktober 2020   | 71.000         | 9,1%         |
| 17 oktober 2020   | 55.000         | 6,8%         |
| 24 oktober 2020   | 85.000         | 12,7%        |
| 31 oktober 2020   | 109.000        | 17,5%        |
| 7 november 2020   | 68.000         | 9,0%         |
| 14 november 2020  | 95.000         | 10,9%        |
| 21 november 2020  | 75.000         | 12,5%        |
| 28 november 2020  | 35.000         | 5,2%         |
| 5 december 2020   | 22.000         | 4,0%         |
| 12 december 2020  | 48.000         | 7,1%         |
| 19 december 2020  | 45.000         | 7,5%         |